# 北海道道334号中藻興部興部線
北海道道334号中藻興部興部線（ほっかいどうどう334ごう なかもおこっぺおこっぺせん）は、北海道紋別郡西興部村と興部町を結ぶ一般道道（北海道道）である。

## 概要

### 路線データ
- 起点：北海道紋別郡西興部村字中藻（北海道道137号遠軽雄武線交点）
- 終点：北海道紋別郡興部町字秋里（国道238号交点）
- 路線延長：23.3 km（実延長）

## 歴史
- 1960年（昭和35年）4月1日 - 326号として路線認定[1]。
- 1994年（平成6年）10月1日 - 路線番号を334号に変更 [2]。

## 地理

### 通過する自治体
- オホーツク総合振興局
  - 紋別郡
    - 西興部村
    - 興部町

### 交差する道路
西興部村
- 北海道道137号遠軽雄武線 - 中藻（起点）

興部町
- 北海道道1055号紋別興部線 - 秋里
- 国道238号 - 秋里（終点）